# Exantema
Az exantéma nagy kiterjedésű kiütés a bőrön (angolul rash; görög és latin kifejezés: exanthema - „kiütés”, „kicsattogás”).  Exantémát fertőző betegségek, toxinok, gyógyszerek, autoimmun betegségek vagy mikroorganizmusok is okozhatnak. Gyakran jelentkezik kiütés, exantéma gyerekeknél, fertőzésekhez társultan. Szintén gyakori a nem fertőzéses exantémákhoz tartozó polimorf fényexantéma, ami napfény hatására kialakuló kiütéseket jelent. 

## Fertőző betegségekkel járó exantémák
Az orvosi szakirodalom hat „klasszikus” fertőző gyerekkori exantémát ismer, amelyből négy vírusos.
A négy vírusos betegségnek sok közös vonása van, ezért gyakran együtt tanulmányozzák őket, mint egy osztályt. Ezek közé tartoznak:
| Név                                                                   | Szám                | Vírus            |
| --------------------------------------------------------------------- | ------------------- | ---------------- |
| Kanyaró (Morbilli)                                                    | „Első betegség”     | kanyaró vírus    |
| Rózsahimlő (Rubeola), felfedezve 1881-ben                             | „Harmadik betegség” | rubeolavírus     |
| Lepkehimlő, Pillangóvírus (Erythema infectiosum), azonosítva 1896-ban | „Ötödik betegség”   | parvovírus B19   |
| Háromnapos láz, (Exanthema subitum, Roseola infantum)                 | „Hatodik betegség”  | A HHV-6 és HHV-7 |

Skarlát, vagy a „második betegség”-et a Streptococcus pyogenes kórokozó okozza. (A kanyarót és a skarlátot már a 17. században  megkülönböztették.) A „negyedik betegség”, egy olyan állapot, melynek létezése nem széles körben elfogadott, a betegséget 1900-ban írták le és azt feltételezik, hogy kapcsolatban áll a Staphylococcus aureus kórokozóval.
Sok más gyakori vírus – a fent említett vírusokhoz hasonlóak – okozhatnak még exantemát, de ezek nem tartoznak a fenti klasszikus listába:
- Varicella zoster vírus (bárányhimlő vagy övsömör)
- Mumpsz
- Rhinovírus (egyszerű megfázás)
- Gyermekkori egyoldali laterothoracic exanthema
- Bizonyos típusú vírusos vérzéses láz is ismert, ami a betegség alatt folyamatosan tartó kiütést okoz
- Kullancsok által terjesztett betegségek, mint a Rocky Mountain foltos láz (RMSF), amely olyan terjedelmes kiütést okoz, ami már besorolható az exantémák közé, amely a gyereknél 90%-os ennek megbetegedésnek az esetén

### Megelőzés
Védőoltások ma már léteznek kanyaró, mumpsz, rubeola (mint az MMR vakcina részeként) és a bárányhimlő ellen.

## Fordítás
Ez a szócikk részben vagy egészben  az   Exanthem című  Wikipédia-szócikk ezen változatának fordításán alapul.  Az eredeti cikk szerkesztőit annak laptörténete sorolja fel. Ez a jelzés csupán a megfogalmazás eredetét és a szerzői jogokat jelzi, nem szolgál a cikkben szereplő információk forrásmegjelöléseként.